# Fridolf Rhudin
Sixten Fridolf Emanuel Rhudin (ursprungligen Rudin), född den 10 oktober 1895 i Ransäter i nuvarande Munkfors kommun, Värmland, död den 6 mars 1935 på Röda korsets sjukhem i Stockholm,  var en svensk komiker, film- och revyskådespelare. Han hörde till sin tids allra folkkäraste svenska artister. Det som mer än något annat gjort honom odödlig är den skivinspelade monologen "Den ensamma hunden", författad av Kar de Mumma.

## Biografi
Fridolf Rhudin var son till skräddaren Per Olof (Persson) Rudin. Fridolf ändrade stavningen i vuxen ålder. Han genomgick folkskola i Munkfors och trädde därefter i skräddarlära hos fadern. Efter att ha arbetat vid Laxholmens stålfabriker fortsatte han sin skräddarutbildning i Danmark och Norge. Han intresserade sig dock för teatern och scendebuterade 1912 inom Nykterhetslogen Nordstjärnan, senare ombildad till Munkfors amatörsällskap, där han senare blev teaterdirektör. Fram till 1924 hann han spela 55 roller inom sällskapet, som med tiden gjorde honom känd även utanför Värmland.
Efter militärtjänstgöring som malaj vid Värmlands regemente (I 22) satte han i gång att skriva brev till ett stort antal resande teatersällskap och fick till slut engagemang. Initialt nyttjades han mest som scenarbetare, men fick så småningom även mindre roller. 
1919 kom han till Novilla i Stockholm, där han fick en del farsroller. Han fick dock inget vidare engagemang och återvände till skräddaryrket i Munkfors och sin amatörteater. 1920 och 1921 fick han en del mindre statistroller inom filmen för regissörer som Victor Sjöström, Mauritz Stiller, Ivan Hedqvist, John W. Brunius och Gustaf Molander, bland annat i Körkarlen, Carolina Rediviva och Värmlänningarna. Sina två första riktiga filmroller fick han i Fröken på Björneborg (1922) och i Närkingarna (1923). I den första spelade han baron och i den senare bondpojken Lasse.
1925 fick han anställning vid Ernst Rolfs revy på Cirkus. Därefter spelade han på olika teatrar i Stockholm, Göteborg och i landsorten. Sin största framgång hade han 1926 med rollen som drängen Karl Johan i Gideon Wahlbergs Skärgårdsflirt, som han spelade mer än 500 gånger. Från 1927 spelade han i Stockholm i olika farser och revyer. Hans främsta genombrott kom dock inom filmen, där han under 1920- och 1930-talen fick sitt stora genombrott med filmer som Spökbaronen, Konstgjorda Svensson och Fridolf i lejonkulan. Största filmframgången hade han i rollen som Sixten i Sigurd Walléns Pojkarna på Storholmen.
Rhudin dog av hjärnhinneinflammation. När hans kista färdades genom Stockholm var det 50 000 människor ute på gatorna för att ta farväl.[källa behövs]
Han var från 1928 gift med skådespelaren Anna Greta Rhudin (född Bergman). De är begravda på Munkfors kyrkogård.

## Museum
I Munkfors ligger Fridolf Rhudinmuseet som drivs av Rhudinexperten, musikern och bondkomikern Owe "Clapson" Carlsson.

## Filmografi
- 1920 – Mästerman (statist)[6]
- 1920 – Carolina Rediviva (statist)[6]
- 1920 – Erotikon (statist)[3]
- 1921 – Körkarlen (statist)[3]
- 1921 – Värmlänningarna (statist)[3]
- 1922 – Fröken på Björneborg
- 1923 – Närkingarna
- 1924 – Flickan från Paradiset
- 1924 – Folket i Simlångsdalen
- 1925 – För hemmet och flickan

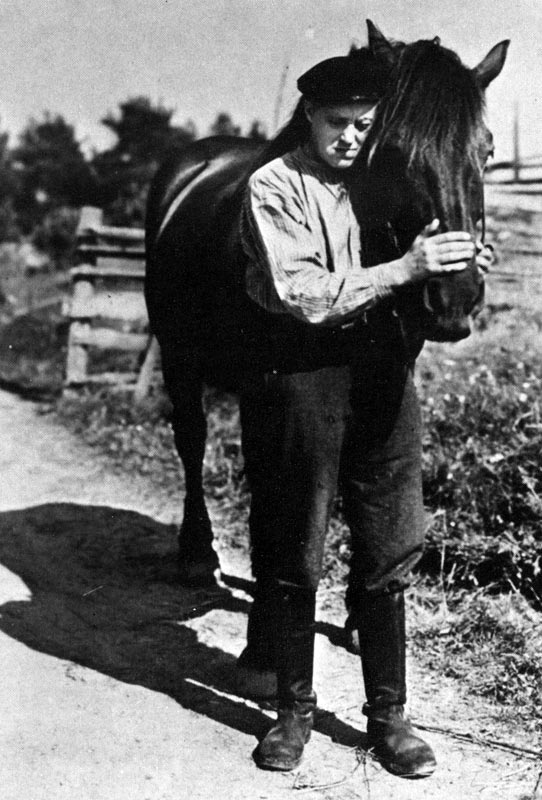
Fridolf Rhudin i filmen Simon i Backabo

- 1925 – Styrman Karlssons flammor
- 1926 – Hon, Han och Andersson
- 1926 – Den sorglustige barberaren (dansk film)
- 1927 – Harry Persson - Bud Gorman
- 1927 – Spökbaronen
- 1928 – Svarte Rudolf
- 1929 – Finurliga Fridolf
- 1929 – Konstgjorda Svensson
- 1930 – Kronans kavaljerer
- 1931 – Falska miljonären
- 1931 – Fröken, Ni liknar Greta Garbo!
- 1931 – Skepp ohoj!
- 1932 – Muntra musikanter
- 1932 – Pojkarna på Storholmen
- 1933 – Fridolf i lejonkulan
- 1933 – Hemliga Svensson
- 1934 – Simon i Backabo
- 1948 – Glada paraden (klippfilm)

## Teater

### Roller (ej komplett)
| År   | Roll                             | Produktion                                            | Regi           | Teater             |
| ---- | -------------------------------- | ----------------------------------------------------- | -------------- | ------------------ |
| 1926 | Karl Johan                       | Skärgårdsflirt Gideon Wahlberg                        |                | Mosebacketeatern   |
| 1927 | Vilhelm Andersson (Vackra Ville) | Vackra Ville Hans Brask                               | Gustaf Edgren  | Lilla Folkteatern  |
| 1928 | Karl Johan                       | Skärgårdsflirt Gideon Wahlberg                        |                | Mosebacketeatern   |
| 1928 |                                  | Vaxholm 1:an Sigurd Wallén                            |                | Mosebacketeatern   |
| 1928 | Yonsson                          | Yon Yonson Algot Sandberg                             | Ernst Fastbom  | Folkets hus teater |
| 1928 | Frasse Fredriksson               | Anderssonskans Kalle reser jorden runt Emil Norlander |                | Folkets hus teater |
| 1928 | A.P. Petulander                  | Knock out Åbergsson                                   | Sigurd Wallén  | Folkets hus teater |
| 1929 |                                  | Du och jag, revy Thor Modéen och John Botvid          |                | Folkets hus teater |
| 1931 | Simon Jönsson                    | Sympatiska Simon Fridolf Rhudin och Henning Ohlson    | Fridolf Rhudin | Södra Teatern      |

### Regi (urval)
| År   | Produktion                                         | Teater        |
| ---- | -------------------------------------------------- | ------------- |
| 1931 | Sympatiska Simon Fridolf Rhudin och Henning Ohlson | Södra Teatern |